# 香槟 (厄尔-卢瓦省)
香槟（法語：Champagne，法語發音：[ʃɑ̃paɲ] ⓘ）是法国厄尔-卢瓦省的一个旧市镇，位于该省东北部，属于德勒区。2015年，香槟与市镇古桑维尔合并为新的古桑维尔。

## 地理
香槟（48°45'48"N, 1°34'11"E）面积2.21 平方千米，位于法国中央-卢瓦尔河谷大区厄尔-卢瓦省，该省份为法国北部内陆省份，北起顺时针与厄尔省、伊夫林省、埃松省、卢瓦雷省、卢瓦-谢尔省、萨尔特省和奧恩省接壤。
与香槟接壤的市镇（或旧市镇、城区）包括：古桑维尔、布蒂尼-普鲁艾、布鲁埃。
香槟的时区为UTC+01:00、UTC+02:00（夏令时）。

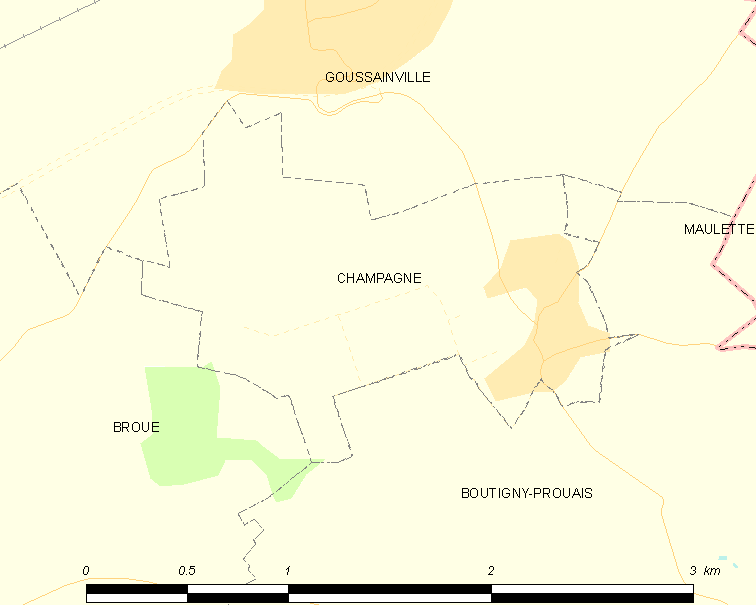
香槟的OSM定位图

## 行政
香槟的邮政编码为28410，INSEE市镇编码为28069。

## 政治
香槟所属的省级选区为阿内特县。

## 人口

1962-2008年间香槟人口变化图示

香槟于2017年1月1日时的人口数量为328人。